# Lyford Cay
Lyford Cay är en ö i Bahamas.   Den ligger i distriktet New Providence District, i den centrala delen av landet, 23 km väster om huvudstaden Nassau.